# نعيم آباد (مقاطعة فهرج)
نعيم‌آباد (بالفارسية: نعیم‌آباد) هي قرية تقع في البلدة المركزية في إيران. يقدر عدد سكانها بـ 482 نسمة بحسب إحصاء 2016.